# 罗伊塔姆
罗伊塔姆是奥地利上奥地利州格蒙登县的一个市镇。总面积21.1平方公里，总人口2107人，人口密度100人/平方公里（2023年）。